# Список наград и номинаций Эми Уайнхаус
Список наград британской соул-исполнительницы Эми Уайнхаус (англ. Amy Winehouse) включает в себя премии и номинации, полученные певицей с момента начала её музыкальной карьеры в 2003 году.

## Награды
На июль 2012 года Эми имеет 24 награды и 60 номинаций.

## BRIT Awards
Ежегодная музыкальная премия BRIT Awards вручается Британской ассоциацией производителей фонограмм (BPI, Великобритания) за достижения в области поп-музыки. Эми Уайнхаус получила одну награду из 5 номинаций.
| Год  |               | Категория               | Результат |
| ---- | ------------- | ----------------------- | --------- |
| 2004 | Эми Уайнхаус  | Best Female Solo Artist | Номинация |
| 2004 | Эми Уайнхаус  | Best Urban Act          | Номинация |
| 2007 | Эми Уайнхаус  | Best Female Solo Artist | Победа    |
| 2007 | Back to Black | British Album           | Номинация |
| 2008 | «Valerie»     | Best British Single     | Номинация |

## Echo Music Awards
Ежегодная награда Echo Music Awards вручается немецкой Германской академией звукозаписи (Deutsche Phono-Akademie), объединяющей компании звукозаписи. The Echo Award является наследницей премии Deutscher Schallplattenpreis (German Record Award). Победитель определяется по уровню продаж его дисков: в поп-категории анонсируется в марте, а в классической категории — в октябре. Эми Уайнхаус получила 2 награды из 3 номинаций.
| Год  |               | Категория                                   | Результат |
| ---- | ------------- | ------------------------------------------- | --------- |
| 2008 | Amy Winehouse | Best International Female Artist — Rock/Pop | Номинация |
| 2009 | Amy Winehouse | Best International Female Artist — Rock/Pop | Победа    |
| 2009 | Amy Winehouse | Album of the Year                           | Победа    |

## Elle Style Awards
Награда Elle Style Awards ежегодно присуждается журналом Elle в областях моды, дизайна и музыки. Эми Уайнхаус получила 1 награду из 1 номинации.
| Год  |               | Категория              | Результат |
| ---- | ------------- | ---------------------- | --------- |
| 2007 | Amy Winehouse | Best British Music Act | Победа    |

## Grammy Awards
Премия «Грэмми» считается наиболее важной музыкальной наградой и вручается ежегодно Национальной академией искусства и науки звукозаписи с 1958 года. Эми Уайнхаус получила 6 наград из 7 номинаций, после чего она была занесена в Книгу рекордов Гиннесса, как первая британская певица, выигравшая шесть наград. Певица Адель возьмёт в 2012 шесть наград за одну церемонию установит новый рекорд.
| Год  |               | Категория                | Результат |
| ---- | ------------- | ------------------------ | --------- |
| 2008 | Back to Black | Лучший альбом года       | Номинация |
| 2008 | Back to Black | Лучший поп-альбом года   | Победа    |
| 2008 | «Rehab»       | Лучшая запись года       | Победа    |
| 2008 | «Rehab»       | Лучшая песня года        | Победа    |
| 2008 | «Rehab»       | Лучший женский поп-вокал | Победа    |
| 2008 | Amy Winehouse | Лучший новый исполнитель | Победа    |
| 2012 | Body and soul | Лучший дуэт              | Победа    |

## Ivor Novello Awards
Премия Ivor Novello Awards, названная так в честь Ivor Novello из Кардиффа, вручается авторам песен и композиторам, начиная с 1955 года. Ежегодную церемонию проводит в Лондоне Британская Академия British Academy of Composers and Songwriters при спонсорстве PRS for Music (ранее The Performing Right Society). Сама награда представляет собой бронзовую скульптуру Эвтерпы — музы лирической поэзии. Эми Уайнхаус получила 3 награды из 5 номинаций.
| Год  |                         | Категория                                    | Результат |
| ---- | ----------------------- | -------------------------------------------- | --------- |
| 2004 | «Stronger Than Me»      | Best Contemporary Song Musically & Lyrically | Победа    |
| 2007 | «Rehab»                 | Best Contemporary Song                       | Победа    |
| 2008 | «You Know I'm No Good»  | Best Song Musically & Lyrically              | Номинация |
| 2008 | «Love Is a Losing Game» | Best Song Musically & Lyrically              | Победа    |
| 2008 | «Rehab»                 | Best Selling Song                            | Номинация |

## Mercury Prize
Премия Mercury Prize (ранее, Mercury Music Prize) ежегодно вручается за лучший британский альбом. Она была учреждена в 1992 году BPI совместно с BARD (British Association of Record Dealers) в качестве альтернативы по отношению к премии BRIT Awards. Номинанты выбираются коллегией музыкантов, журналистов, продюсеров и деятелей музыкальной индустрии Великобритании и Ирландии. Эми Уайнхаус получила 2 номинации.
| Год  |               | Категория         | Результат |
| ---- | ------------- | ----------------- | --------- |
| 2004 | Frank         | Album of the Year | Номинация |
| 2007 | Back to Black | Album of the Year | Номинация |

## Meteor Music Awards
Национальная ирландская музыкальная премия Meteor Music Awards вручается ежегодно с 2001 и спонсируется MCD Productions. Эми Уайнхаус получила 1 награду из 1 номинации.
| Год  |               | Категория                 | Результат |
| ---- | ------------- | ------------------------- | --------- |
| 2008 | Amy Winehouse | Best International Female | Победа    |

## MOBO Awards
Премия MOBO Awards (MOBO является акронимом для Music of Black Origin) была учреждена в 1995 году Kanya King MBE и Andy Ruffell (BMX). Ежегодно вручается в Великобритании артистам любой расы и национальности, исполняющим black music. Эми Уайнхаус получила 1 награду из 4 номинаций.
| Год  |                 | Категория      | Результат |
| ---- | --------------- | -------------- | --------- |
| 2007 | Amy Winehouse   | Best UK Female | Победа    |
| 2007 | Amy Winehouse   | Best R&B       | Номинация |
| 2007 | «Rehab»         | Best Song      | Номинация |
| 2007 | «Back to Black» | Best Video     | Номинация |

## MOJO Awards
Премия MOJO Awards вручается популярным британским музыкальным журналом Mojo, ежемесячно издаваемым компанией Bauer. Эми Уайнхаус получила 1 награду из 3 номинаций.
| Год  |               | Категория         | Результат |
| ---- | ------------- | ----------------- | --------- |
| 2007 | Amy Winehouse | Best New Act      | Номинация |
| 2007 | Back to Black | Album of the Year | Номинация |
| 2007 | «Rehab»       | Song of the Year  | Победа    |

## MTV Europe Music Awards
Премия MTV Europe Music Awards была учреждена в 1994 году MTV Networks Europe для награждения самых лучших музыкальных видеороликов Европы. Эми Уайнхаус получила 1 награду из 4 номинаций.
| Год  |               | Категория            | Результат |
| ---- | ------------- | -------------------- | --------- |
| 2007 | Back to Black | Album of the Year    | Номинация |
| 2007 | «Rehab»       | Most Addictive Track | Номинация |
| 2007 | Amy Winehouse | Artist’s Choice      | Победа    |
| 2008 | Amy Winehouse | Act of the Year      | Номинация |

## MTV Video Music Awards
Премия MTV Video Music Awards была учреждена в 1984 году MTV для награждения самых лучших музыкальных видеороликов. Эми Уайнхаус получила 3 номинации.
| Год  |               | Категория                 | Результат |
| ---- | ------------- | ------------------------- | --------- |
| 2007 | Amy Winehouse | Female Artist of the Year | Номинация |
| 2007 | Amy Winehouse | Best New Artist           | Номинация |
| 2007 | «Rehab»       | Video of the Year         | Номинация |

## NME Awards
Музыкальная награда NME Awards ежегодно присуждается журналом NME. Эми Уайнхаус получила 2 награды из 6 номинаций.
| Год  |                                          | Категория               | Результат |
| ---- | ---------------------------------------- | ----------------------- | --------- |
| 2008 | Amy Winehouse                            | Best Solo Artist        | Номинация |
| 2008 | Amy Winehouse                            | Villain of the Year     | Номинация |
| 2008 | Amy Winehouse                            | Worst Dressed Performer | Победа    |
| 2008 | I Told You I Was Trouble: Live in London | Best Music DVD          | Номинация |
| 2009 | Amy Winehouse                            | Villain of the Year     | Номинация |
| 2009 | Amy Winehouse                            | Worst Dressed           | Победа    |

## Popjustice £20 Music Prize
Ежегодная музыкальная награда Popjustice £20 Music Prize вручается от имени музыкального сайта Popjustice британским певцам за лучший поп-сингл прошлого года. Эми Уайнхаус получила 1 награду из 1 номинации.
| Год  |         | Категория                           | Результат |
| ---- | ------- | ----------------------------------- | --------- |
| 2007 | «Rehab» | Best British Pop Single of the Year | Победа    |

## Q Awards
Ежегодная британская музыкальная премия Q Awards вручается журналом Q. Номинанты определяются голосованием читателей журнала по интернету, а затем отбираются специальной комиссией. Эми Уайнхаус получила 1 награду из 1 номинаций.
| Год  |               | Категория          | Результат |
| ---- | ------------- | ------------------ | --------- |
| 2007 | Back to Black | Лучший альбом года | Победа    |

## Urban Music Awards
Премия Urban Music Awards (Великобритания) вручается на ежегодной церемонии с 2003 года лучшим исполнителям, продюсерам, клубным диджеям, радиостанциям и звукозаписывающим лейблам, работающим с музыкой следующих стилей: R&B, HipHop, Soul и Dance Music. Эми Уайнхаус получила 2 награды из 2 номинаций.
| Год  |               | Категория         | Результат |
| ---- | ------------- | ----------------- | --------- |
| 2008 | Amy Winehouse | Best Neo-Soul Act | Победа    |
| 2009 | Amy Winehouse | Best Female       | Номинация |

## Vodafone Live Music Awards
Премия The Vodafone Live Music Awards вручается ежегодно крупнейшей британской сотовой телекоммуникационной компанией Vodafone исполнителям живой музыки. Эми Уайнхаус получила 1 награду из 2 номинаций.
| Год  |               | Категория   | Результат |
| ---- | ------------- | ----------- | --------- |
| 2007 | Amy Winehouse | Best Female | Победа    |
| 2008 | Amy Winehouse | Best Female | Номинация |

## World Music Awards
Международная музыкальная награда World Music Awards вручается ежегодно с 1989 года музыкантом, чьи диски были проданы во всём мире крупными тиражами по данным International Federation of the Phonographic Industry (IFPI). Эми Уайнхаус получила 1 награду из 3 номинаций.
| Год  |               | Категория                                   | Результат |
| ---- | ------------- | ------------------------------------------- | --------- |
| 2007 | Amy Winehouse | World’s Best-Selling New Artist             | Номинация |
| 2007 | Amy Winehouse | World’s Best-Selling Pop/Rock Female Artist | Номинация |
| 2008 | Amy Winehouse | Best Selling Pop/Rock Female                | Победа    |

## Другие награды
- 2006 — Альбом Frank включён в книгу 1001 Albums You Must Hear Before You Die (рус. Тысяча и один музыкальный альбом, который стоит прослушать, прежде чем вы умрёте) американского критика Роберта Даймери (Robert Dimery).[40]
- 2007 — Величайшей Британкой 2007 года (Greatest Britons) Эми Уайнхаус была названа за её музыкальные достижения.[41]
- 2008 — Альбом Back to Black включён под номером 9 в список 100 Лучших альбомов последних 25 лет (100 Best Albums of the Last 25 Years) журналом Entertainment Weekly.[42]
- 2009 — Книга рекордов Гиннесса признала Эми Уайнхаус британской певицей, имеющей наибольшее число наград Грэмми за всю историю.[43]
- 2009 — Журнал NME поставил альбом Back to Black под номером 27 в своём списке «100 Лучших альбомов десятилетия» («100 Greatest Albums of the Decade»).[44]